# Batalla de las Guásimas (1874)
La batalla de las Guásimas ocurrió desde el 15 al 19 de marzo de 1874, en Camagüey, Cuba. Se enfrentaron las fuerzas del Brigadier Armiñán que tenía 3000 hombres contra las fuerzas cubanas, comandadas por el Generalísimo Máximo Gómez. Además participaron los principales jefes militares cubanos, como Antonio Maceo, Julio Sanguily, Manuel Sanguily, Modesto Díaz y revisó las líneas cubanas el general Vicente García González.

## Preludio
Luego de la muerte de Ignacio Agramonte, asume el mando temporal en Camagüey el mayor general Julio Sanguily. El 9 de julio de 1873 Sanguily otorgó el mando militar de todo el territorio de Cuba, que había sido liberado al oeste del río Jobabo, a Máximo Gómez. Semanas después de la batalla de Palo Seco, Gómez, que estaba acampado en Ciego de Najasa, recibe la aprobación del gobierno de la República de Cuba en Armas del plan de invasión a Las Villas.

## Invasión de Las Villas
Gómez se sumergió en la ardua labor de concentrar y preparar el contingente invasor, recibió el refuerzo que le envió Calixto García, consistente en, 400 hombres de infantería, 400 fusiles Remington y 100 carabinas. Al frente de las tropas venía el Brigadier Antonio Maceo. 

### El plan de Máximo Gómez
El plan concebido por este gran estratega militar era para después de recibir el primer informe sobre la presencia del enemigo. Sin embargo en esta ocasión ya se efectuaba  el segundo intento español por detener el avance de Máximo Gómez. El brigadier Armiñán con unos 3000 hombres de las tres armas tendría entonces “la desgracia” de cumplir la orden a toda costa. Por el camino de Antón de Guanusí, Camagüey, que entroncaba con el de Cachaza, Camagüey, penetró el contingente invasor en las Guásimas. 

### La batalla
Las fuerzas cubanas provocaron a los españoles al mando del coronel Gabriel González, de origen mexicano, se ofreció voluntariamente con 50 jinetes para la misión, engañando a los españoles para que cayeran en una emboscada y fueran cercadas por las tropas cubanas, que al entrar no los dejaban salir de los potreros de las Guásimas de Machado, lugar situado aproximadamente a 36 kilómetros de Camagüey.
Al entrar los españoles en los carriles de este lugar recibieron la descarga de la infantería comandada por Antonio Maceo, e inmediatamente fueron atacados por la caballería cubana que le causaron 250 muertos a los españoles.  En los días que duró el combate y el cerco, los españoles se vieron obligados a quemar a sus muertos. Un práctico de origen cubano, al servicio del Ejército español, logra romper el cerco y se dirige a Puerto Príncipe e informa del enfrentamiento con las tropas cubanas. El Brigadier Bascone sale para el lugar con 1700 hombres por el camino de Cachaza, donde fue hostigado por las fuerzas cubanas en ese trayecto, por fin el día 18 de marzo, pueden entrar al cerco de las Guásimas y unirse a las tropas devastadas. El 19 de marzo por la mañana, las dos columnas cansadas y diezmadas logran romper el cerco y dirigirse hacia Puerto Príncipe. La entrada en la ciudad causó gran conmoción en la población debido a la cantidad de heridos que transportaban, así como la cantidad de bajas que ascendían a 1037 hombres.
Esta batalla fue una resonante victoria táctica y estratégica de las fuerzas cubanas, ya que demostró que era posible derrotar al enemigo en estos parajes, debido a la llanura, y levantó extraordinariamente la moral del Ejército Mambí. A partir de ese momento los españoles, limitaron sus operaciones en las zonas rurales.

## Anécdota
Como Máximo Gómez y José Martí llevaban una escolta pequeña, un ayudante se acercó a Antonio Maceo, y le dijo:
"General, ¿cómo es que el general Gómez va hasta Camagüey con tan poca fuerza?".  Maceo se volvió hacia el interlocutor, y dejando ver una sonrisa en la que vagaba la expresión de una convicción íntima, exclamó con énfasis: "El general Gómez lleva consigo un gran ejército: su estrategia".